# City of London School
La City of London School (CLS) è una scuola maschile indipendente che sorge sulle rive del fiume Tamigi nella Città di Londra (Inghilterra). L'istituto è membro della Headmasters' and Headmistresses' Conference (HMC).
La scuola venne fondata con un privato atto parlamentare nel 1834, seguendo le direttive dell'architetto James Bunstone Bunning, oltre che gli eventi iniziati nel 1442 da un lascito di terra di John Carpenter, segretario comunale di Londra. L'edificio originale venne situato in Milk Street, con uno spostamento in Victoria Embankment nel 1879, e quindi alla sua sede attuale in Queen Victoria Street nel 1986. Oggi la scuola fornisce un'educazione a circa 900 ragazzi fra i 10 e i 18 anni, guidati da circa 100 insegnanti. Le ammissioni sono organizzate con test di entrata e un colloquio orale.
I vecchi alunni della scuola sono chiamati Old Citizens e fra loro sono annoverati numerosi personaggi importanti per la storia del Regno; fra questi: il premier Herbert Asquith, l'eroe della Prima Guerra Mondiale Theodore Bayley Hardy, gli scienziati Premi Nobel Frederick Gowland Hopkins e Peter Higgs, il giudice della Corte Suprema Lawrence Collins, il capitano della nazionale di cricket Mike Brearley e gli scrittori premiati con il Booker Prize Kingsley Amis e Julian Barnes.